# Ortrud Oellermann
Ortrud R. Oellermann est une mathématicienne sud-africaine spécialisée dans la théorie des graphes. Elle est professeure de mathématiques à l'université de Winnipeg.

## Formation et carrière
Oellermann est née à Vryheid. Elle a obtenu un baccalauréat, les honneurs avec distinction et une maîtrise à l'Université du Natal (en) en 1981, 1982 et 1983 respectivement, en tant qu'étudiante de Henda Swart. Elle a terminé son doctorat en 1986 à l'université de l'Ouest du Michigan. Sa thèse est intitulée Generalized Connectivity in Graphs et a été supervisée par Gary Chartrand (en) ,.
Oellermann a enseigné à l'Université de Durban-Westville (en), à l'université de l'Ouest du Michigan, à l'université du Natal et à l'université de Brandon, avant de déménager à Winnipeg en 1996. À Winnipeg, elle a été coprésidente des mathématiques et des statistiques de 2011 à 2013.

## Contributions
Avec Gary Chartrand, Oellermann est l'auteure du livre Applied and Algorithmic Graph Theory (McGraw Hill, 1993). [AA]
Elle est également l'auteure de publications de recherche bien citées sur la dimension métrique des graphes (en) [MD], sur les notions basées sur la distance des coques convexes dans les graphes, [CS] et sur les graphes hautement irréguliers (en) dans lesquels chaque sommet a un voisinage dans lequel tous les degrés sont distincts. [IG] L'expression "très irrégulière" était une accroche de son co-auteur Yousef Alavi (en) ; pour cette raison, Ronald Graham a suggéré qu'il devrait y avoir un concept de graphes très irréguliers, par analogie avec les graphes réguliers, et Oellermann a proposé la définition de ces graphes. 

## Prix et distinctions
En 1991, Oellermann a remporté la médaille d'argent annuelle de l'Association britannique d'argent de l'Association d'Afrique australe pour l'avancement des sciences (en). Elle a remporté la médaille Meiring Naude de la Société royale d'Afrique du Sud en 1994. Elle a également été l'une des trois lauréates de la médaille Hall de l'Institut de combinatoire et ses applications en 1994, la première année où la médaille a été décernée.

## Publications (sélection)
- AA Gary Chartrand et Ortrud R. Oellermann, Applied and Algorithmic Graph Theory, New York, McGraw-Hill, Inc., coll. « International Series in Pure and Applied Mathematics », 1993 (ISBN 0-07-557101-3, MR 1211413)
- IG Yousef Alavi, Gary Chartrand, F. R. K. Chung, Paul Erdős, R. L. Graham et Ortrud R. Oellermann, « Highly irregular graphs », Journal of Graph Theory, vol. 11, no 2,‎ 1987, p. 235–249 (DOI 10.1002/jgt.3190110214, MR 889356)
- CS José Cáceres, Alberto Márquez, Ortrud R. Oellermann et María Luz Puertas, « Rebuilding convex sets in graphs », Discrete Mathematics, vol. 297, nos 1–3,‎ 2005, p. 26–37 (DOI 10.1016/j.disc.2005.03.020, MR 2159429, lire en ligne)